# Demänovský jeskynní systém
Demänovské jeskyně jsou národní přírodní památka na Slovensku. Nachází se v katastrálním území obce Demänovská Dolina v okrese Liptovský Mikuláš v Žilinském kraji. Chráněné území bylo vyhlášeno v roce 1972 a tvoří přes dvacet kilometrů dlouhý jeskynní systém vzniklý erozí ponorné říčky Demänovky. Předmětem ochrany jsou Demänovská jeskyně svobody, Demänovská ledová jeskyně, Demänovská jeskyně míru (největší, ale veřejnosti nepřístupná) a Pustá jeskyně.
Celý komplex se skládá asi ze třiceti jeskyní se nachází v Demänovské dolině na severní straně Nízkých Tater. Hlavní jádro leží na pravé straně potoka Demänovka mezi Machnatou dolinou na Lúčkách a Čiernou dolinou u Kamenné chaty.

## Historie
Jako první byla objevena Demänovská ledová jeskyně, o které jsou zmínky již z roku 1299 v listinách ostřihomské kapituly. První popis jeskyně (i s podélným řezem od J. Buchholze ml.) publikoval pod názvem Cserna maius et minus roku 1723 Matej Bel. Kromě ní uvádí i jeskyně Veľké a Malé Okno, Beníkovú a Dvere. Dne 3. srpna 1921 objevil Alois Král s pomocí Adama Mišury, Oty Hrabala a Jarmily Vránové Jeskyni svobody, a v roce 1923 byla objevená Pustá jeskyně.
Různými pokusy (barvením podzemního toku apod.) se zjistilo, že tyto jeskyně jsou spojené a tvoří jeden komplex. Za propojený jeskynní celek se však považuje pouze takový jeskynní systém, skrze jehož chodby se dostal člověk. A to nebylo v tomto případě jednoduché. Spojení mezi jeskyní Pustá a Jeskyní svobody se podařilo objevit skupině speleologů vedených A. Droppem a V. Nemcem 2. července 1951. Tím vznikl komplex Demänovská jeskyně svobody – jeskyně Pustá. Dne 26. ledna 1952 se z Demänovské ledové jeskyně podařilo P. Révajovi, P. Droppovi a S. Šrolovi proniknout do rozlehlého bludiště Demänovské jeskyně míru. Vytvořili tak další systém Demänovská ledová jeskyně – Demänovská jeskyně míru. V roce 1983 proplaval Vladímír Žikeš pět sifonů proti proudu Demänovky a prokázal spojení jeskyně Vyvieranie a Demänovské jeskyně svobody.
Aby mohl být celý systém Demänovských jeskyní uznaný jako celek, chybělo objevit přirozené spojení Jeskyně míru s Jeskyní svobody. To se podařilo až po 35 letech 2. ledna 1987, kdy padesát osm jeskyňářů z celého Slovenska objevilo přirozené spojení dvou nejdelších demänovských jeskyní. Tak se zařadil systém asi třiceti demänovských jeskyní s celkovou délkou přes 24 kilometrů na první místo na Slovensku.
Následovaly další objevy nových prostor, a tak celková délka prozkoumaného systému na konci roku 2004 činila 35 844 m s denivelací 196 m.

## Přírodní poměry
Demänovské jeskyně vyhloubily vody potoka Demänovky v guttensteinských vápencích středního triasu na tektonických poruchách ve směrech jihovýchod–severozápad a jihozápad–severovýchod. Prvotním činitelem byla chemická činnost atmosférické vody. Takto rozšířené puklinové průchody umožnily ponor vodám Demänovky a Zadní vody. Ke zvětšení a rozšíření některých částí jeskyní přispělo také zřícení stropů a stěn. Postupným zařezáváním se podzemního toku Demänovky do vápencového podkladu se v průběhu pleistocénu vytvořilo devět horizontálních úrovní v relativních výškách 0, 3, 10, 40, 58, 90, 100, 130 a 147 m nad současnou hladinou Demänovky, které navazují na říční terasy na povrchu. V prázdných podzemních dutinách se stále vytvářejí krápníkové útvary.